# Sinophorus rhyacioniae
Sinophorus rhyacioniae är en stekelart som beskrevs av Sanborne 1984. Sinophorus rhyacioniae ingår i släktet Sinophorus och familjen brokparasitsteklar. Inga underarter finns listade i Catalogue of Life.